# Louvie-Soubiron
Pour les articles homonymes, voir Louvie.
Louvie-Soubiron (en béarnais Lobièr-de-Haut ou Loubié-de-Haut) est une commune française située dans le département des Pyrénées-Atlantiques, en région Nouvelle-Aquitaine.
Le gentilé est Louvie-Soubironnais.

## Géographie

### Localisation
La commune de Louvie-Soubiron se trouve dans le département des Pyrénées-Atlantiques, en région Nouvelle-Aquitaine.
Elle se situe à 39 km par la route de Pau, préfecture du département, et à 34 km d'Oloron-Sainte-Marie, sous-préfecture.
Les communes les plus proches sont : 
Béost (0,7 km), Laruns (1,8 km), Aste-Béon (2,6 km), Gère-Bélesten (3,0 km), Eaux-Bonnes (3,4 km), Bielle (6,3 km), Bilhères (7,2 km), Castet (7,8 km).
Sur le plan historique et culturel, Louvie-Soubiron fait partie de la province du Béarn, qui fut également un État et qui présente une unité historique et culturelle à laquelle s’oppose une diversité frappante de paysages au relief tourmenté.

### Communes limitrophes
Les communes limitrophes sont Ferrières, Aste-Béon, Béost, Castet, Laruns, Louvie-Juzon et Arbéost.
| Aste-Béon | Castet          | Louvie-Juzon                |
| Laruns    | Louvie-Soubiron | Ferrières (Hautes-Pyrénées) |
|           | Béost           | Arbéost (Hautes-Pyrénées)   |

### Hydrographie

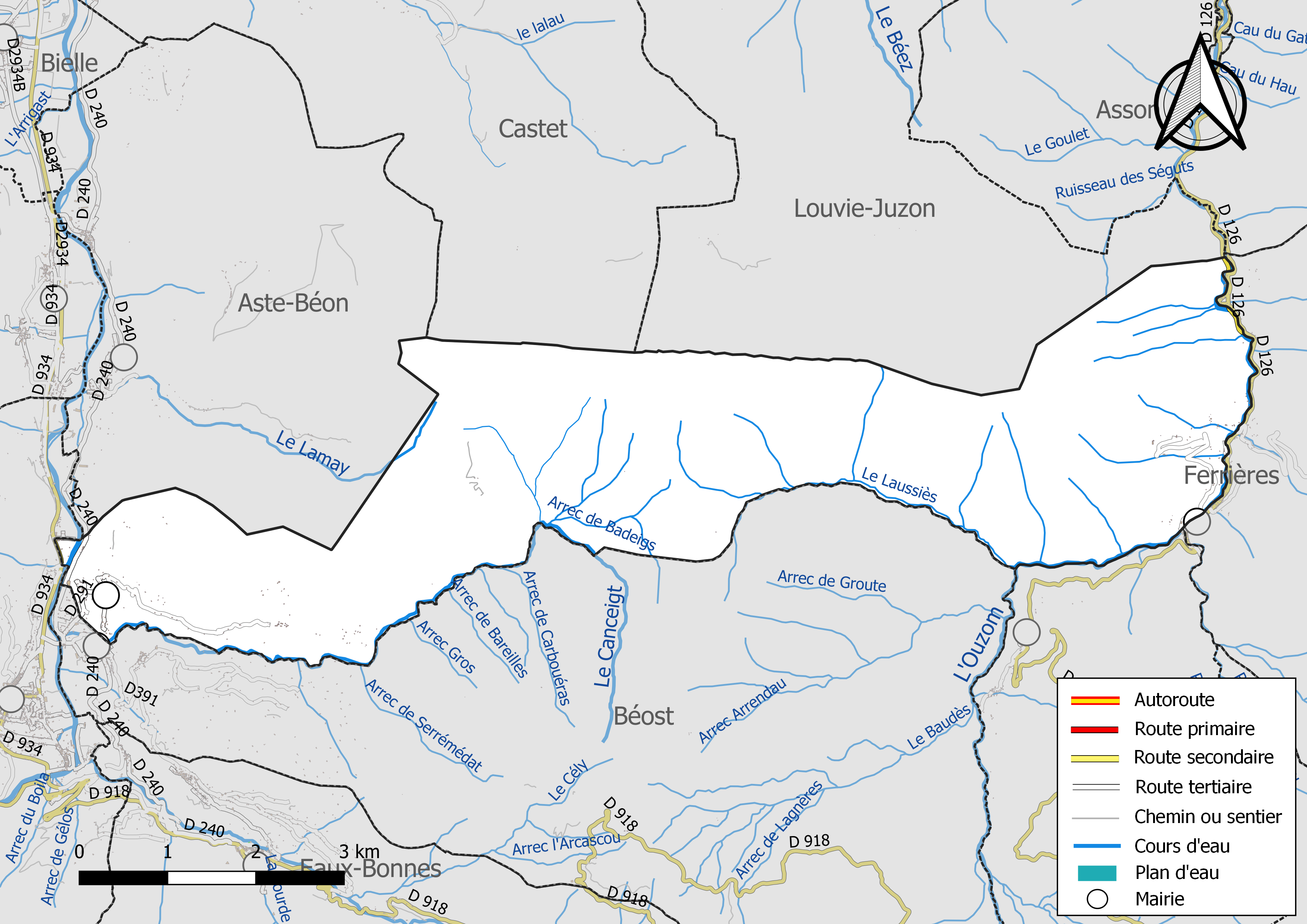
Réseaux hydrographique et routier de Louvie-Soubiron.

Les terres de la commune sont arrosées par le gave d'Ossau (affluent du gave d'Oloron) et par ses affluents :
- le ruisseau le Canceigt (10 km) et son affluent :
  - l'arrèc de Badeigs et son affluent :
    - l'arrèc de la Téoulère
- le ruisseau le Lamay

La commune est également traversée par l'Ouzoum (affluent du gave de Pau) et ses affluents :
- le Caud'Arrouy
- le ruisseau de Gourlapit
- le ruisseau de Hougarou
- le ruisseau de Lastètes
- le ruisseau le Laussiès

Des captages d'eau pour la zone de Pau et ses alentours est alimenté par des sources karstiques, Aygue Blanque (teneur en nitrates faible, 1 mg/l en 2009).

### Climat
Pour des articles plus généraux, voir Climat de la Nouvelle-Aquitaine et Climat des Pyrénées-Atlantiques.
Historiquement, la commune est exposée à un climat de montagne.  
En 2020, Météo-France publie une typologie des climats de la France métropolitaine dans laquelle la commune est toujours exposée à un climat de montagne et est dans la région climatique Pyrénées atlantiques, caractérisée par une pluviométrie élevée (>1 200 mm/an) en toutes saisons, des hivers très doux (7,5 °C en plaine) et des vents faibles.
Pour la période 1971-2000, la température annuelle moyenne est de 10,3 °C, avec une amplitude thermique annuelle de 14,3 °C. Le cumul annuel moyen de précipitations est de 1 428 mm, avec 11,9 jours de précipitations en janvier et 8,9 jours en juillet. Pour la période 1991-2020, la température moyenne annuelle observée sur la station météorologique la plus proche, située sur la commune d'Arbéost à 10 km à vol d'oiseau, est de 10,2 °C et le cumul annuel moyen de précipitations est de 1 411,1 mm,. Pour l'avenir, les paramètres climatiques de la commune estimés pour 2050 selon différents scénarios d’émission de gaz à effet de serre sont consultables sur un site dédié publié par Météo-France en novembre 2022.

### Milieux naturels et biodiversité

#### Espaces protégés
La protection réglementaire est le mode d’intervention le plus fort pour préserver des espaces naturels remarquables et leur biodiversité associée,.
Dans ce cadre, la commune fait partie de la zone cœur et de l'aire d'adhésion du Parc National des Pyrénées. Créé en 1967 et d'une superficie de 45 806 ha, ce parc abrite une faune riche et spécifique particulièrement intéressante : importantes populations d’isards, colonies de marmottes réimplantées avec succès, grands rapaces tels le Gypaète barbu, le Vautour fauve, le Percnoptère d’Égypte ou l’Aigle royal, le Grand tétras et le discret Desman des Pyrénées qui constitue l’exemple type de ce précieux patrimoine confié au Parc national et aussi l'Ours des Pyrénées,.

#### Réseau Natura 2000
Le réseau Natura 2000 est un réseau écologique européen de sites naturels d'intérêt écologique élaboré à partir des Directives « Habitats » et « Oiseaux », constitué de zones spéciales de conservation (ZSC) et de zones de protection spéciale (ZPS).
Deux sites Natura 2000 ont été définis sur la commune au titre de la « directive Habitats », : 
- « le gave d'Ossau », d'une superficie de 2 300 ha, un vaste réseau de torrents d'altitude et de cours d'eau de coteaux à très bonne qualité des eaux[21] ;
- le « massif du Moulle de Jaout », d'une superficie de 16 350 ha, abritant en particulier six espèces rares, menacées à l’échelle mondiale. Certaines de ces espèces comme le Géranium de Bilhère ne se rencontrent qu’en Haut Béarn. D’autres, comme la Bartsie en épi (Northobartsia spicata), qui ne se rencontre en Béarn que sur le massif de Jaout, lui confèrent toute son originalité), qui ne se rencontre en Béarn que sur le massif de Jaout, lui confèrent toute son originalité[22] ;

et deux au titre de la « directive Oiseaux », : 
- les « pènes du Moulle de Jaout », d'une superficie de 4 399 ha, un vaste ensemble montagneux comprenant des falaises exposées à l'Ouest, caractérisée par des habitats ouverts, forestiers et rupestres pyrénéens typiques favorisant la présence d'espèces ornithologiques majeures[23] ;
- les « pics de l'Estibet et de Mondragon », d'une superficie de 4 648 ha, sont une zone de montagne de moyenne à haute altitude avec occupation du sol alternant habitats ouverts, forestiers et rupestre[24].

#### Zones naturelles d'intérêt écologique, faunistique et floristique
L’inventaire des zones naturelles d'intérêt écologique, faunistique et floristique (ZNIEFF) a pour objectif de réaliser une couverture des zones les plus intéressantes sur le plan écologique, essentiellement dans la perspective d’améliorer la connaissance du patrimoine naturel national et de fournir aux différents décideurs un outil d’aide à la prise en compte de l’environnement dans l’aménagement du territoire.
Trois ZNIEFF de type 1 sont recensées sur la commune, : 
- les « pelouses, landes et boisements du pic Merdanson et du pic Mondragon » (2 759,1 ha), couvrant 3 communes du département[26] ;
- le « pic du Moulle de Jaut » (426,46 ha), couvrant 3 communes du département[27],
- le « réseau hydrographique du gave d'ossau à l'amont d'arudy et ses rives » (586,79 ha), couvrant 12 communes du département[28] ;

et quatre ZNIEFF de type 2,, : 
- les « bassins versants amont de l'Ouzom (rive gauche) et du Béez » (9 662,23 ha), couvrant 4 communes du département[29] ;
- le « réseau hydrographique du gave de Pau et ses annexes hydrauliques » (3 000,84 ha), couvrant 71 communes dont 10 dans les Landes, 59 dans les Pyrénées-Atlantiques et 2 dans les Hautes-Pyrénées[30] ;
- le « réseau hydrographique du gave d'Oloron et de ses affluents » (6 885,32 ha), couvrant 114 communes dont 2 dans les Landes et 112 dans les Pyrénées-Atlantiques[31];
- la « vallée d'Ossau » (43 624,41 ha), couvrant 13 communes du département[32].

## Urbanisme

### Typologie
Au 1er janvier 2024, Louvie-Soubiron est catégorisée commune rurale à habitat dispersé, selon la nouvelle grille communale de densité à sept niveaux définie par l'Insee en 2022.
Elle est située hors unité urbaine et hors attraction des villes,.

### Occupation des sols

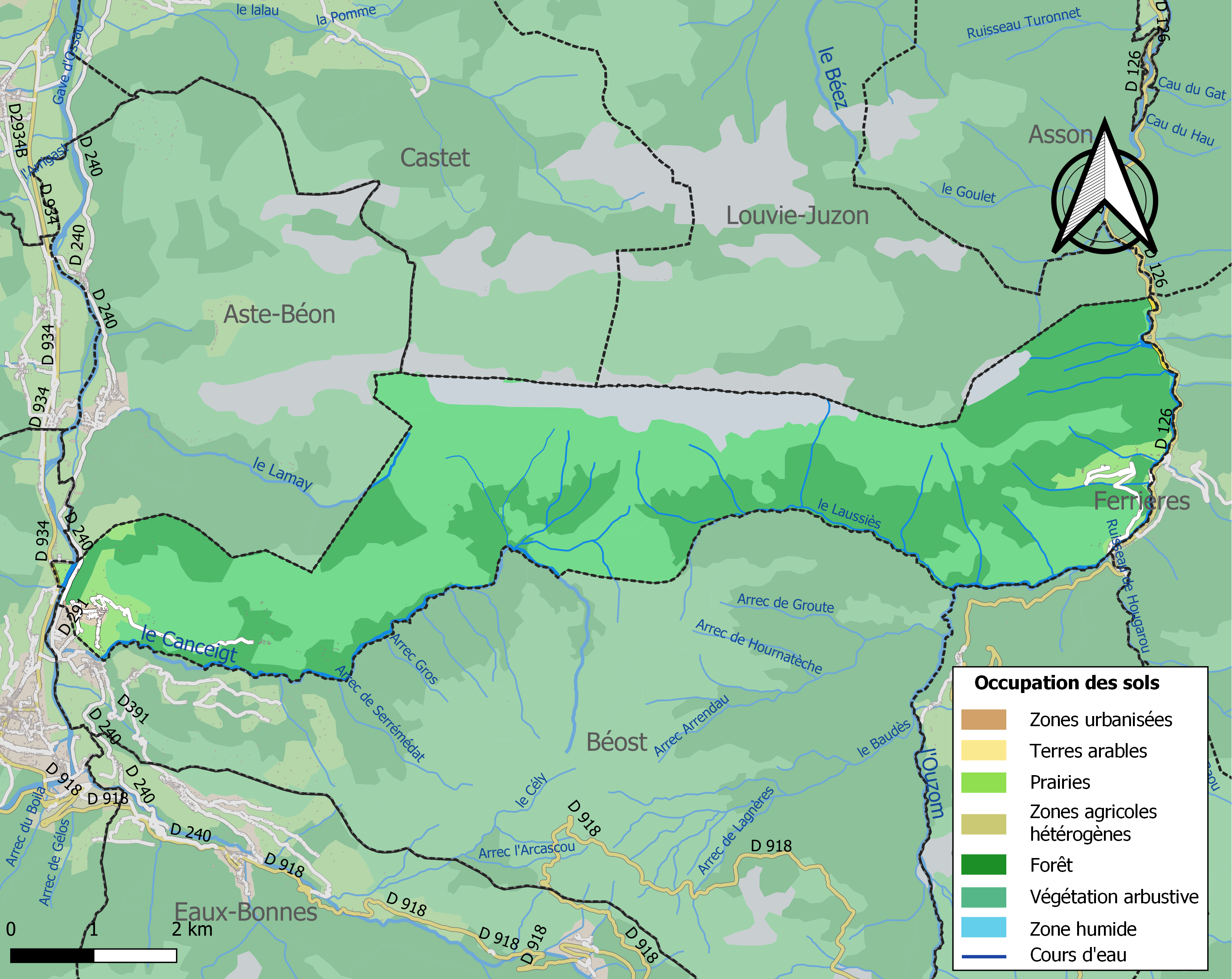
Carte des infrastructures et de l'occupation des sols de la commune en 2018 (CLC).

L'occupation des sols de la commune, telle qu'elle ressort de la base de données européenne d’occupation biophysique des sols Corine Land Cover (CLC), est marquée par l'importance des forêts et milieux semi-naturels (95,5 % en 2018), une proportion sensiblement équivalente à celle de 1990 (95,8 %). La répartition détaillée en 2018 est la suivante : 
milieux à végétation arbustive et/ou herbacée (50 %), forêts (38,8 %), espaces ouverts, sans ou avec peu de végétation (6,7 %), prairies (4,1 %), zones urbanisées (0,4 %). L'évolution de l’occupation des sols de la commune et de ses infrastructures peut être observée sur les différentes représentations cartographiques du territoire : la carte de Cassini (XVIIIe siècle), la carte d'état-major (1820-1866) et les cartes ou photos aériennes de l'IGN pour la période actuelle (1950 à aujourd'hui).

### Lieux-dits et hameaux
- Le hameau de Listo sur le chemin du col de Louvie.
- Le quartier et le hameau des Eschartès, près de Ferriéres et de l'ancienne mine de Baburet. Ce hameau, fort éloigné de Louvie-Soubiron - à cinq ou six heures de marche par le col de Louvie ou, par la route, à une trentaine de kilomètres - est pourvu d'une mairie annexe.

### Risques majeurs
Le territoire de la commune de Louvie-Soubiron est vulnérable à différents aléas naturels : météorologiques (tempête, orage, neige, grand froid, canicule ou sécheresse), inondations, feux de forêts, mouvements de terrains, avalanche  et séisme (sismicité moyenne). Il est également exposé à un risque particulier : le risque de radon. Un site publié par le BRGM permet d'évaluer simplement et rapidement les risques d'un bien localisé soit par son adresse soit par le numéro de sa parcelle.

#### Risques naturels
Certaines parties du territoire communal sont susceptibles d’être affectées par le risque d’inondation par une crue torrentielle ou à montée rapide de cours d'eau, notamment le gave d'Oloron, l'Ouzoum et le Canceigt. La commune a été reconnue en état de catastrophe naturelle au titre des dommages causés par les inondations et coulées de boue survenues en 1982, 2009, 2018, 2019, 2021 et 2022,.
Louvie-Soubiron est une des communes françaises les plus exposées au risque de feu de forêt : entre 2008 et 2024, 4.7% de son territoire a brûlé chaque année en moyenne. En 2020, le premier plan de protection des forêts contre les incendies (PDPFCI) a été adopté pour la période 2020-2030. La réglementation des usages du feu à l’air libre et les obligations légales de débroussaillement dans le département des Pyrénées-Atlantiques font l'objet d'une consultation de public ouverte du 16 septembre au 7 octobre 2022,.

La commune est vulnérable au risque de mouvements de terrains constitué principalement du retrait-gonflement des sols argileux. 

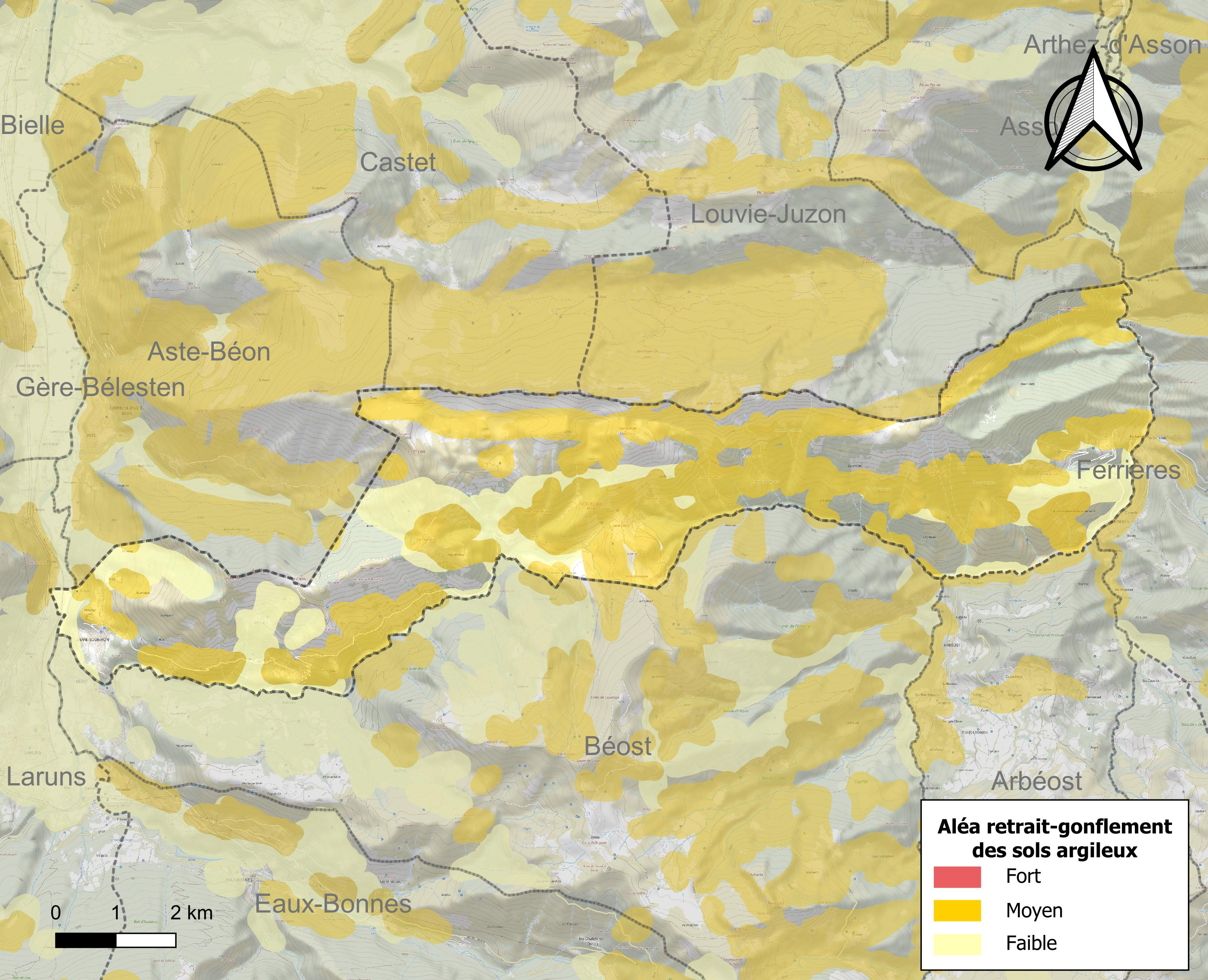
Carte des zones d'aléa retrait-gonflement des sols argileux de Louvie-Soubiron.

Cet aléa est susceptible d'engendrer des dommages importants aux bâtiments en cas d’alternance de périodes de sécheresse et de pluie. 47,5 % de la superficie communale est en aléa moyen ou fort (59 % au niveau départemental et 48,5 % au niveau national). Depuis le 1er octobre 2020, en application de la loi ELAN, différentes contraintes s'imposent aux vendeurs, maîtres d'ouvrages ou constructeurs de biens situés dans une zone classée en aléa moyen ou fort,.
La commune est exposée aux risques d'avalanche. Les habitants exposés à ce risque doivent se renseigner, en mairie, de l’existence d’un plan de prévention des risques avalanches (PPRA). Le cas échéant, identifier les mesures applicables à l'habitation, identifier, au sein de l'habitation, la pièce avec la façade la moins exposée à l’aléa pouvant faire office, au besoin, de zone de confinement et équiper cette pièce avec un kit de situation d’urgence,.

#### Risque particulier
Dans plusieurs parties du territoire national, le radon, accumulé dans certains logements ou autres locaux, peut constituer une source significative d’exposition de la population aux rayonnements ionisants. Selon la classification de 2018, la commune de Louvie-Soubiron est classée en zone 2, à savoir zone à potentiel radon faible mais sur lesquelles des facteurs géologiques particuliers peuvent faciliter le transfert du radon vers les bâtiments.

## Toponymie
Le toponyme Louvie-Soubiron apparaît sous les formes Lobiher-Susoo (1376, montre militaire de Béarn), Lobier-Susoo (1414, titres de Louvie-Soubiron), Lovier-Sobiroo (1489, notaires d'Ossau), Lobier-Sobiron (1538, réformation de Béarn), Sanctus-Martinus de Louvie (1606, insinuations du diocèse d'Oloron), Lovier-Soubiron (1612, titres de Louvie-Soubiron), Lobie-Souvirion (1675, réformation de Béarn).
Listo est mentionnée dès 1487 (Lobier et Listo, notaires d'Ossau).
'Lobièr' nom occitan vient du latin et signifie demeure de Lupinus, 'Soubiron' vient de l'occitan gascon 'sobiran' = en amont, en effet la commune est au-dessus de Louvie-Juzon.
Son nom béarnais est Lobièr-de-Haut ou Loubié-de-Haut.

## Histoire
En 1385, Louvie-Soubiron comptait neuf feux et Listo trois. Elles dépendaient du bailliage d'Ossau.
Paul Raymond note que ce village formait avec Listo une ruffe-baronnie depuis 1615, vassale de la vicomté de Béarn. À noter que dès 1538, le seigneur de ces communes s'attribue le titre de prumer rufabaron.
Au XIXe siècle, les mines de fer de Baburet en vallée d'Ouzoum alimentent les forges d'Arthez-d'Asson, et de Louvie-Soubiron, toutes deux  installées sur les bords de l'Ouzom (forges de la vallée de l'Ouzom).

## Politique et administration
| Période | Période  | Identité         | Étiquette | Qualité |
| ------- | -------- | ---------------- | --------- | ------- |
| 1995    | 2008     | Jean-Marc Répéto |           |         |
| 2008    | En cours | Gérard Sarrailh  |           |         |

### Intercommunalité
La commune fait partie de deux structures intercommunales :
- la communauté de communes de la Vallée d'Ossau ;
- le SIVU pour la construction de la maison de retraite du Haut-Ossau.

La commune fait partie du Pays d'Oloron et du Haut-Béarn.

## Population et société

### Démographie
L'évolution du nombre d'habitants est connue à travers les recensements de la population effectués dans la commune depuis 1793. Pour les communes de moins de 10 000 habitants, une enquête de recensement portant sur toute la population est réalisée tous les cinq ans, les populations de référence des années intermédiaires étant quant à elles estimées par interpolation ou extrapolation. Pour la commune, le premier recensement exhaustif entrant dans le cadre du nouveau dispositif a été réalisé en 2007.

En 2022, la commune comptait 130 habitants, en évolution de +8,33 % par rapport à 2016 (Pyrénées-Atlantiques : +3,78 %, France hors Mayotte : +2,11 %).
| 1793 | 1800 | 1806 | 1821 | 1831 | 1836 | 1841 | 1846 | 1851 |
| ---- | ---- | ---- | ---- | ---- | ---- | ---- | ---- | ---- |
| 316  | 263  | 156  | 233  | 306  | 383  | 353  | 401  | 378  |

| 1856 | 1861 | 1866 | 1872 | 1876 | 1881 | 1886 | 1891 | 1896 |
| ---- | ---- | ---- | ---- | ---- | ---- | ---- | ---- | ---- |
| 400  | 394  | 387  | 347  | 360  | 363  | 387  | 383  | 387  |

| 1901 | 1906 | 1911 | 1921 | 1926 | 1931 | 1936 | 1946 | 1954 |
| ---- | ---- | ---- | ---- | ---- | ---- | ---- | ---- | ---- |
| 370  | 303  | 319  | 280  | 245  | 217  | 217  | 190  | 168  |

| 1962 | 1968 | 1975 | 1982 | 1990 | 1999 | 2006 | 2007 | 2012 |
| ---- | ---- | ---- | ---- | ---- | ---- | ---- | ---- | ---- |
| 137  | 128  | 125  | 118  | 127  | 121  | 113  | 112  | 119  |

| 2017 | 2022 | - | - | - | - | - | - | - |
| ---- | ---- | - | - | - | - | - | - | - |
| 119  | 130  | - | - | - | - | - | - | - |

## Économie
Un gisement de fer, la mine de Baburet, fut exploité jusqu'en 1866, puis à nouveau de 1920 à 1962. Une carrière de marbre blanc fut également ouverte au nord du village. Elle donnait un marbre blanc « analogue au marbre de Carrare [...] et bon pour la statuaire [qui] a servi à faire les statues extérieures de la Madeleine, à Paris » ainsi que du marbre bleu turquin.
L'agriculture et l'élevage constituent une part importante de l'activité économique de la commune, qui fait partie de la zone d'appellation de l'ossau-iraty.

## Culture locale et patrimoine

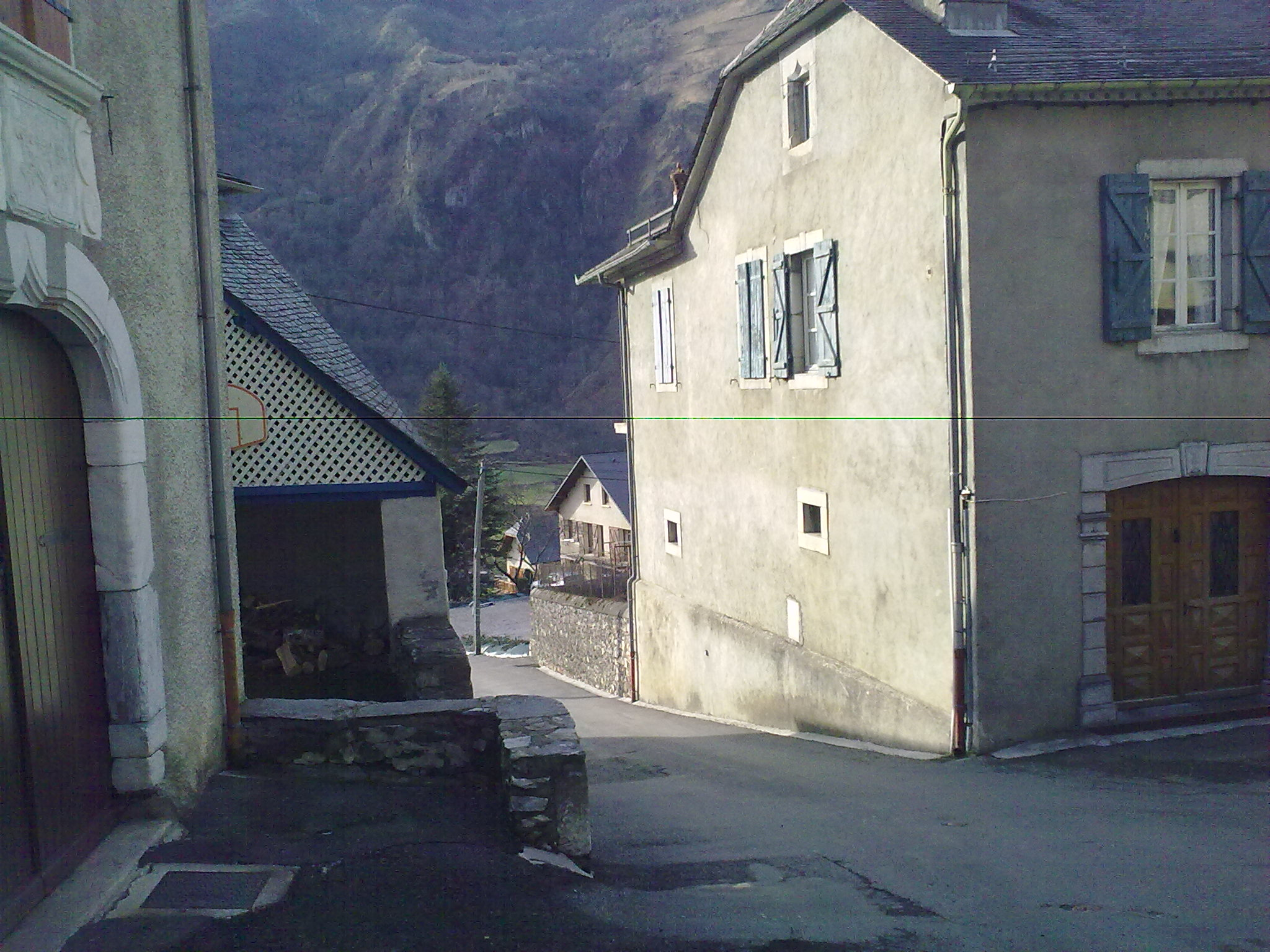
Village.
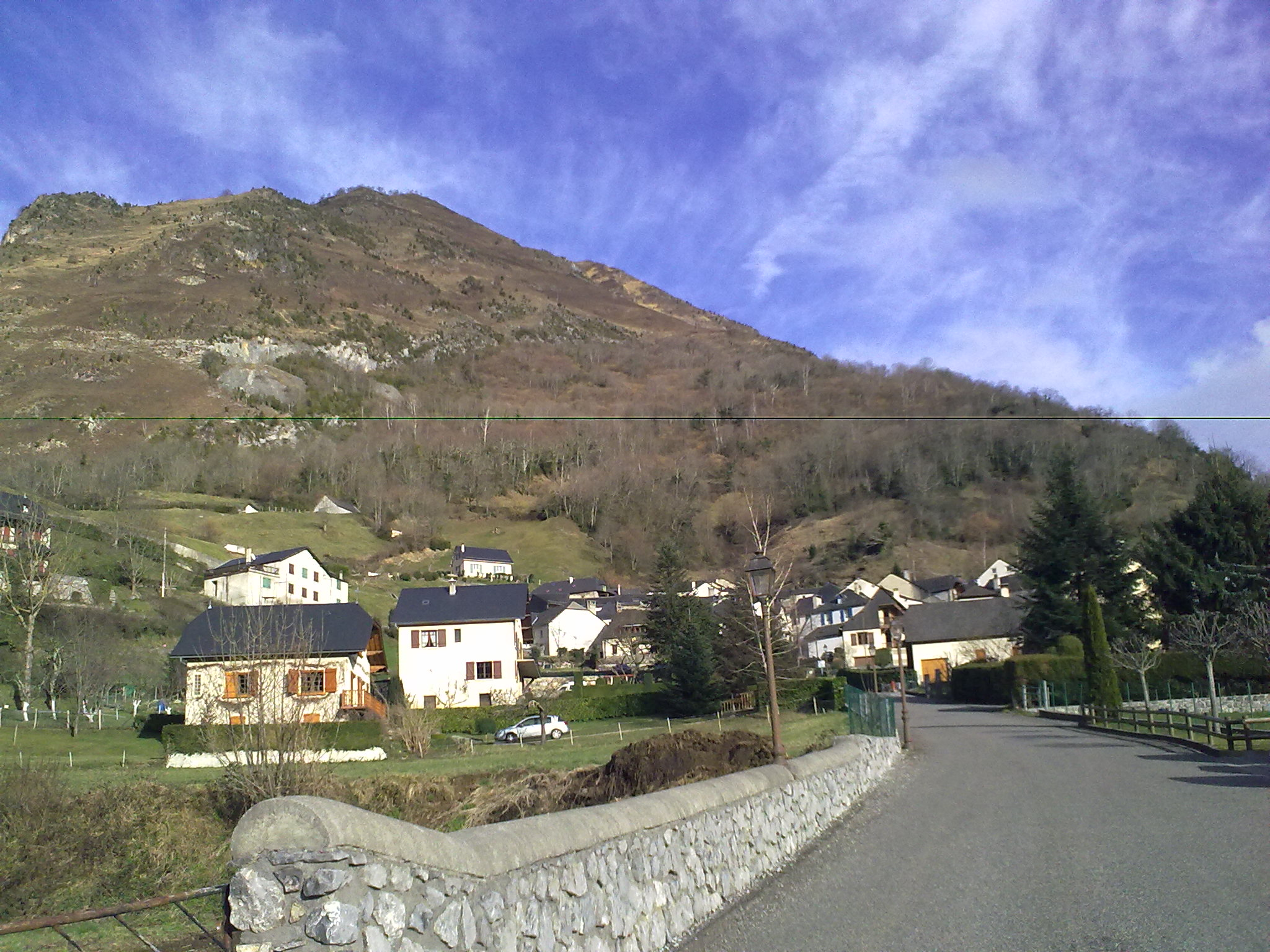
Louvie-Soubiron.
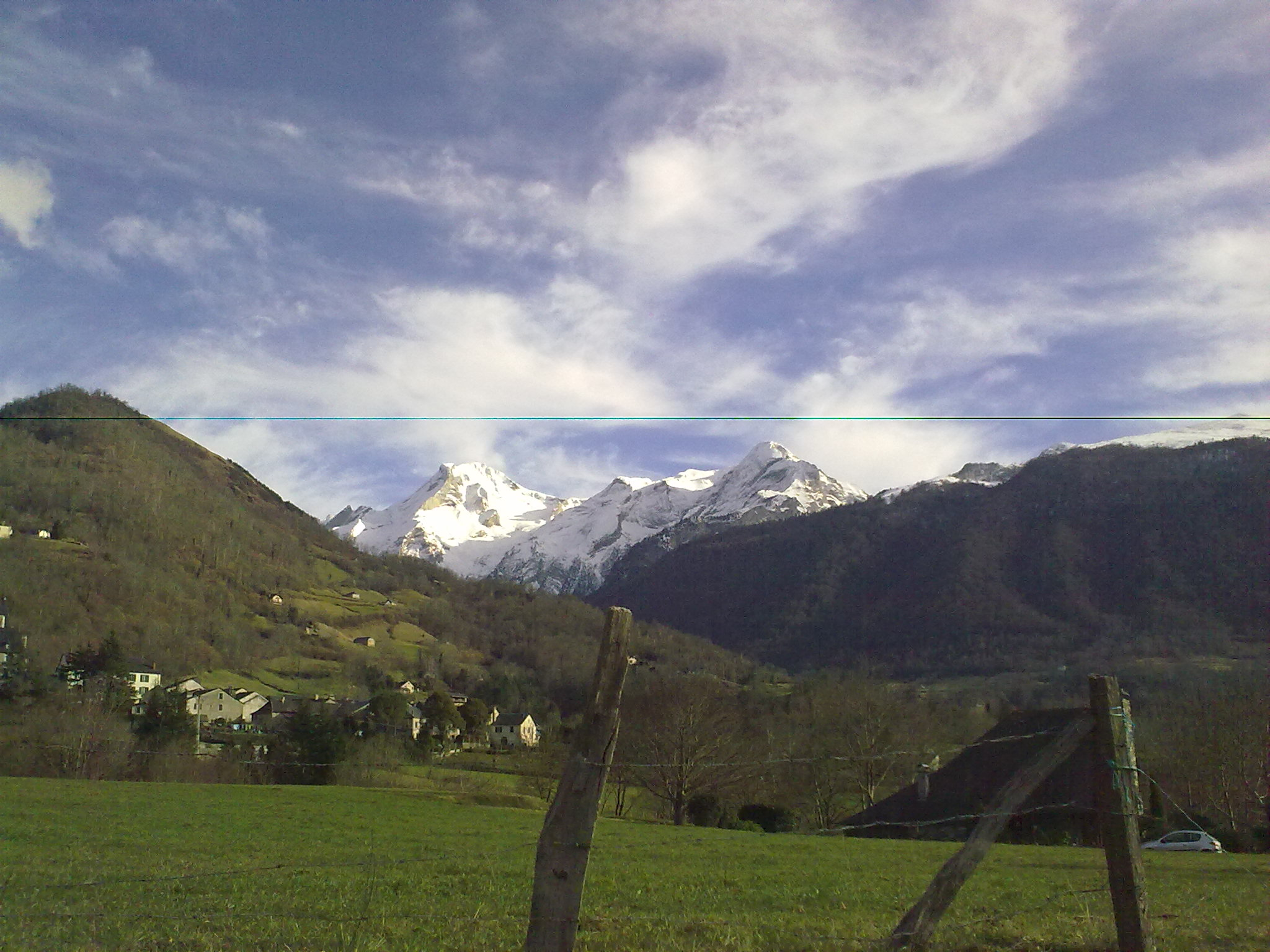
La montagne depuis Louvie-Soubiron.
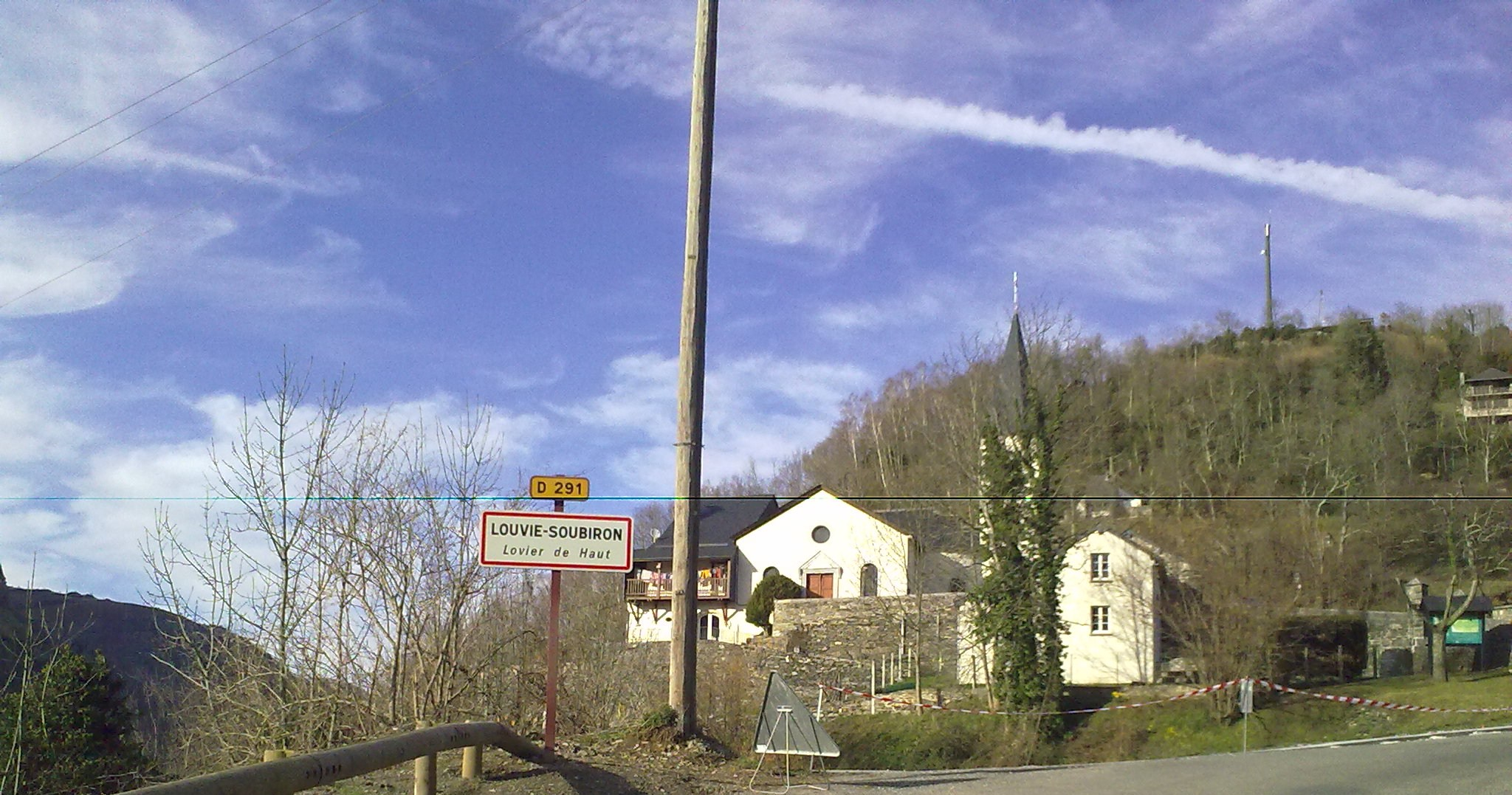
Entrée dans Louvie-Soubiron.
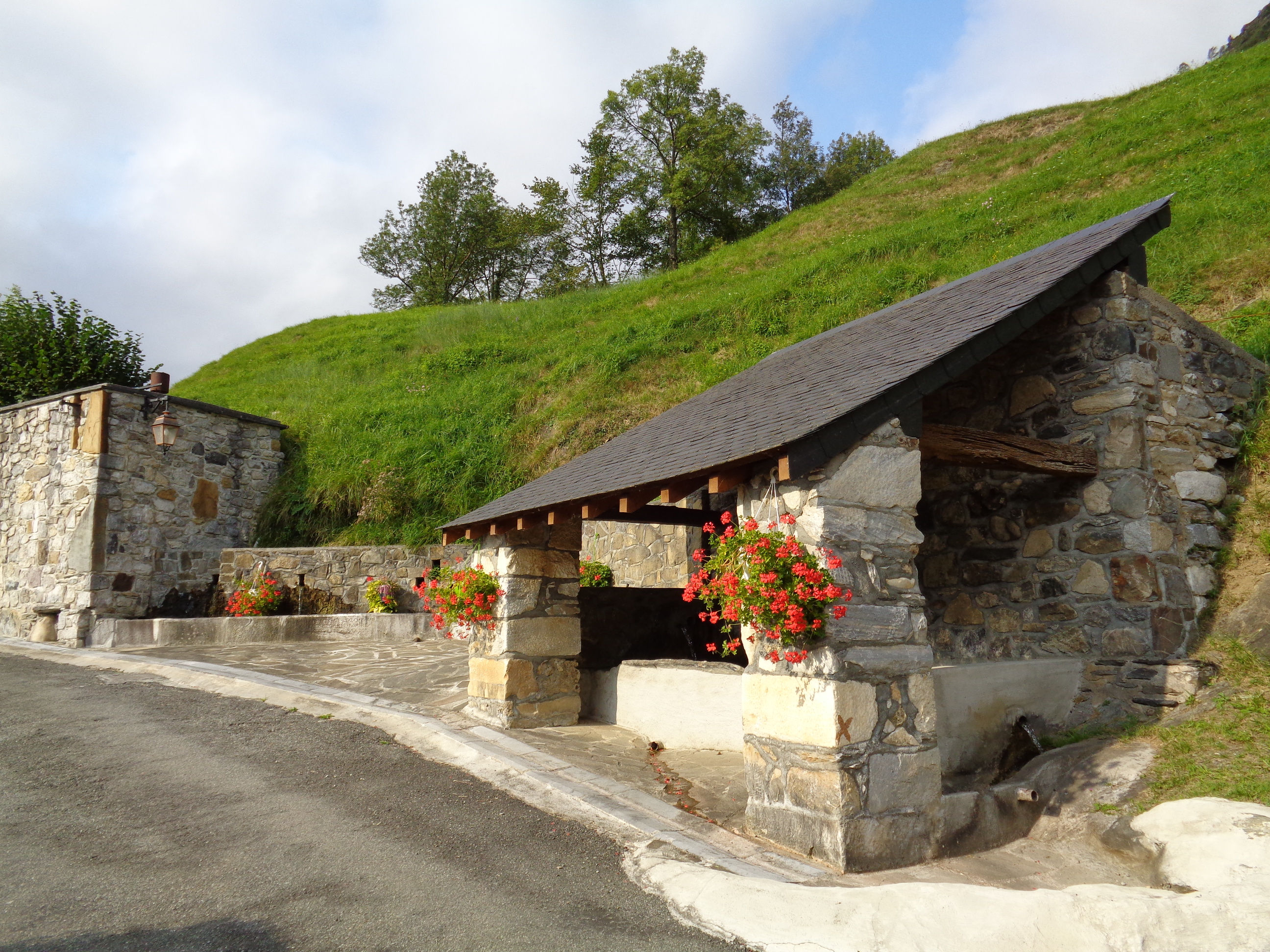
Lavoir.
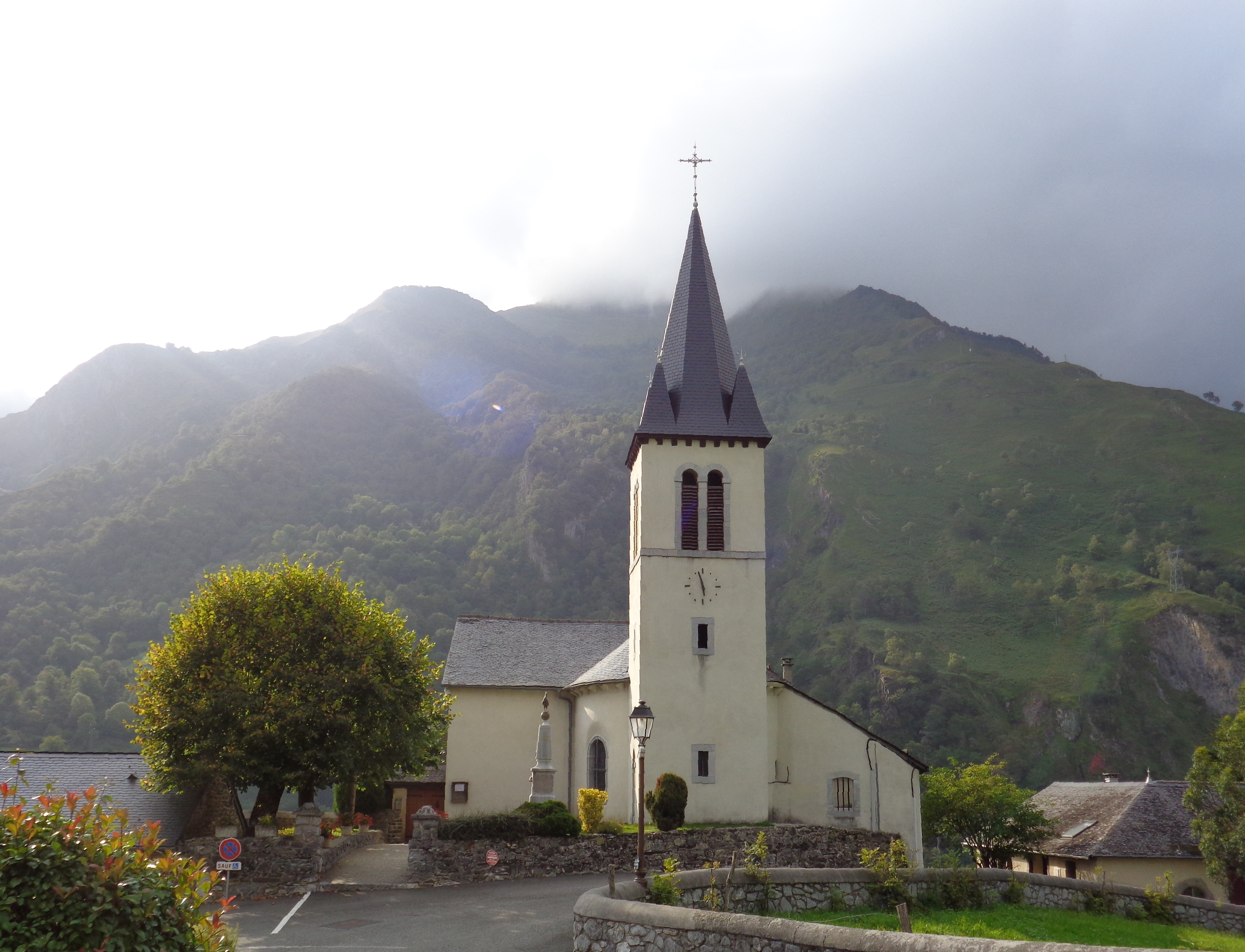
Église Saint-Martin-de-Tours.

### Patrimoine civil
- L'ancienne mine de Baburet.
- L'ancienne forge de Louvie.
- L'ancienne forge de Nogarot.
- L'ancienne forge d'Isale.
- L'ancienne carrière de marbre blanc de La Peyrère.

### Patrimoine religieux
L'église paroissiale Saint-Martin-de-Tours date du XIIe siècle et a été reconstruite au XIXe siècle.